# Star Trek: Następne pokolenie
Star Trek: Następne pokolenie (ang. Star Trek: The Next Generation) – drugi amerykański serial science fiction należący do telewizyjnego i kinowego cyklu Star Trek, stworzony przez Gene’a Roddenberry’ego. Wyprodukowany przez Paramount Pictures, serial był po raz pierwszy emitowany w Stanach Zjednoczonych od 28 września 1987 roku do 23 maja 1994 roku przez amerykańskie regionalne stacje telewizyjne (odcinek pilotowy obejrzało 27 milionów widzów). W Polsce miał premierę 7 września 1990 roku w TVP1, jednak seria nie zdobyła uznania ze względu na kiepskie godziny emisji. Popularność rozpoczęła się od 1997 roku, kiedy emisji podjęła się stacja TVN.
Serial otrzymał wiele nagród i kilkadziesiąt nominacji, m.in. nagrodę im. Peabody'ego, 2 nagrody Hugo za najlepszą produkcję fabularną, 19 nagród Emmy oraz 6 nagród Saturn.

## Fabuła
Akcja serialu rozgrywa się w XXIV wieku i prezentuje nową erę, w której Imperium Klingońskie jest sojusznikiem Federacji. Rolę głównych antagonistów zajmują Romulanie, Kardasjanie i Borg, epizodycznie pojawia się też wiele innych ras. Głównym wątkiem są przygody załogi statku kosmicznego USS Enterprise (NCC-1701-D) dowodzonego przez kapitana Jeana-Luca Picarda. Klimat serialu jest bardziej pokojowy, nastawiony na dyplomację, eksplorację i rozstrzyganie problemów natury moralno-społecznej. Nowy Enterprise jest okrętem flagowym Zjednoczonej Federacji Planet. Poza załogą na pokładzie przebywają cywile.
Na początku każdego odcinka aktor Patrick Stewart odczytuje wstęp podobny do tego z oryginalnej serii:

Kosmos: ostatnia granica. Załoga statku Enterprise podąża z misją badawczą. Poznaje obce światy i cywilizacje. Śmiało zmierza tam, gdzie nie dotarł żaden człowiek.

Serial Następne pokolenie zaczyna i kończy spotkanie z wszechpotężnym Q (John de Lancie), który dysponując nieograniczoną mocą bawi się załogą Enterprise, oskarżając ją początkowo o przynależność do barbarzyńskiej rasy ludzi. Gdy załodze udaje się wykazać, iż gatunek ludzki wyszedł poza etap brutalności i wojen oraz zasługuje na możliwość eksplorowania wszechświata (Encounter at Farpoint), Q podstępnie kusi Williama Rikera oferując mu swoje moce i przyłączenie się do Q Continuum (Hide and Q). Gdy jego plan się nie powiódł, Q konfrontuje załogę Enterprise z cybernetyczną rasą Borg, której głównym celem jest asymilacja lub zniszczenie wszelkich form życia (Q Who?). Osądzony za swoje występki przez własną rasę Q zostaje wygnany i pozbawiony swoich mocy. Szuka schronienia na pokładzie Enterprise (Deja Q). Nawiązuje wtedy znajomość z Datą, który narażając własne życie ratuje Q od zemsty jednej z ras, nad którą pastwił się wszechmocny Q. Pod koniec odcinka Q odzyskuje swoje moce, ofiarowując w nagrodę dla Daty gwałtowny wybuch śmiechu, którego android nigdy wcześniej nie doświadczył. Q pojawia się jeszcze kilkakrotnie w Następnym Pokoleniu (Q-Pid, True Q, Tapestry). W ostatnim odcinku serialu All Good Things... pomaga kapitanowi Picardowi naprawić błąd, który doprowadziłby do zagłady całego życia na Ziemi.

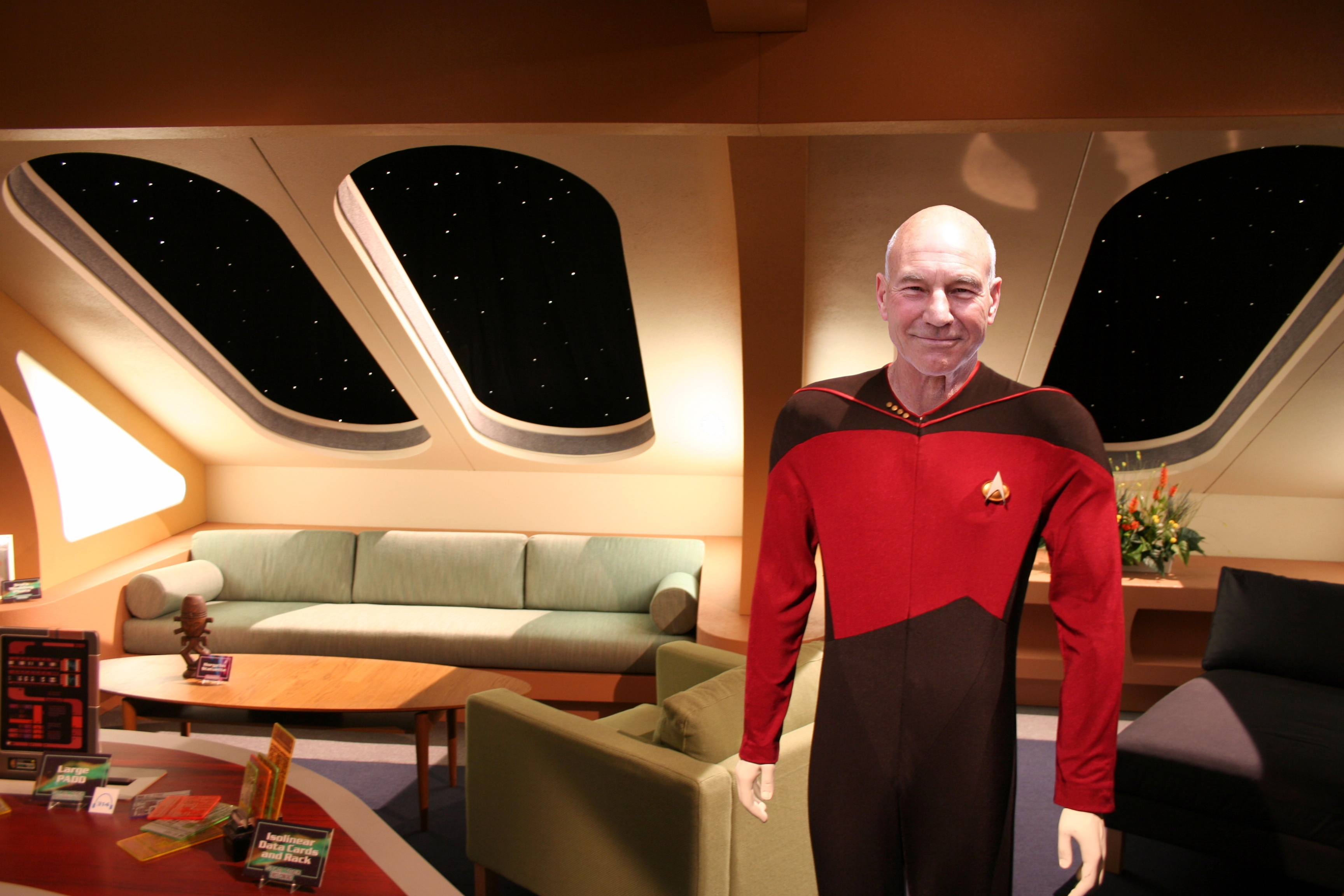
Kapitan Picard

Kapitanem Enterprise jest Jean-Luc Picard (Patrick Stewart), zaś pierwszym oficerem komandor William Riker (Jonathan Frakes). Do postaci pierwszoplanowych należą ponadto: ciekawy świata android Data (Brent Spiner), pełniąca rolę doradcy i okrętowego psychologa empatka Deanna Troi (Marina Sirtis), niewidomy inżynier, główny mechanik Geordi La Forge (LeVar Burton), jedyny Klingon w Gwiezdnej Flocie, oficer taktyczny – Worf (Michael Dorn) oraz główny lekarz pokładowy Beverly Crusher (Gates McFadden) wraz z synem – Wesleyem (Wil Wheaton). W pierwszej serii w roli szefa ochrony Tashy Yar występuje Denise Crosby. Niestety odchodzi ona na własne życzenie, a jej postać zostaje uśmiercona w odcinku Skin of Evil. Oprócz głównej załogi epizodyczne role odgrywa tajemnicza Guinan (Whoopi Goldberg), której gromadzona przez setki lat mądrość życiowa cieszy się uznaniem kapitana.

## Obsada
- Patrick Stewart jako kapitan Jean-Luc Picard
- Jonathan Frakes jako komandor William Riker
- LeVar Burton jako komandor porucznik Geordi La Forge
- Denise Crosby jako porucznik Tasha Yar
- Michael Dorn jako porucznik Worf
- Gates McFadden jako komandor Beverly Crusher
- Diana Muldaur jako komandor Katherine Pulaski (tylko sezon 2)
- Marina Sirtis jako komandor porucznik (sezony 1-6), komandor (sezon 7) Deanna Troi
- Brent Spiner jako komandor porucznik Data
- Wil Wheaton jako chorąży Wesley Crusher
- John de Lancie jako Q
- Colm Meaney jako podporucznik Miles O’Brien
- Michelle Forbes jako chorąży Ro Laren(inne języki)
- Whoopi Goldberg jako Guinan

W pozostałych rolach i epizodach wystąpili między innymi: Andreas Katsulas, James Cromwell, Leonard Nimoy, Ashley Judd, Olivia d’Abo, Famke Janssen, Stephanie Beacham, Fionnula Flanagan, Alexander Siddig, Jeremy Kemp, Robert Duncan McNeill, Vincent Schiavelli, James Doohan, Kirsten Dunst, Tim Russ, Ethan Phillips, Paul Sorvino, Saul Rubinek, Jean Simmons, James Worthy, David Ogden Stiers, Mädchen Amick, a także wybitny fizyk Stephen Hawking i muzyk Mick Fleetwood.

## Odcinki
Serial został podzielony na 7 sezonów, po 26 odcinków każdy, z wyjątkiem sezonu 2, który liczył 22 odcinki.

## Odbiór
Seria „Star Trek: Następne pokolenie” dała Roddenberry’emu większą swobodę twórczą i możliwość realizacji pewnych założeń odrzuconych przez stacje telewizyjne w trakcie realizacji oryginalnej serii. 
Mimo wielu podobieństw do oryginalnego serialu, publiczność początkowo krytykowała nową produkcję. Wraz z rozpoczęciem czwartego sezonu odcinkiem The Best of Both Worlds (II), wprowadzono większą dramaturgię, poważne problemy i więcej wątków dwuodcinkowych, które szybko zostały docenione przez widzów. Popularność utorowała drogę kolejnym trzem sezonom i przyczyniła się do powstania serialu Star Trek: Stacja kosmiczna w 1993. Zamiast spodziewanego przez fanów ósmego sezonu serialu, Paramount zdecydował o realizacji filmu kinowego z załogą Enterpise, Star Trek: Pokolenia, w roku 1994, a zarazem siódmego z kinowego cyklu Star Trek. Do roku 2002 powstały jeszcze trzy filmy kinowe z bohaterami z Enterprise. Bazując na rosnącej fali popularności, po zakończeniu Następnego pokolenia wytwórnia Paramount zdecydowała się rozpocząć produkcję kolejnego serialu, Star Trek: Voyager.
W Star Trek: Następne pokolenie efekty wizualne zostały wykonane przy pomocy rzeczywistych modeli. Postęp techniki komputerowej pozwolił na ich dodatkową obróbkę i bardziej widowiskowe przedstawienie, niespotykane w ówczesnej produkcji telewizyjnej. Efekty wizualne powstały w firmie Industrial Light & Magic, należącej do George’a Lucasa.